# Prêmio A. N. Krylov
O Prêmio A. N. Krylov (em russo:  Премия имени А. Н. Крылова) é concedido pela Academia de Ciências da Rússia para um indivíduo que publicou os melhores trabalhos científicos, descobertas e invenções sobre o uso de computadores na resolução de problemas da mecânica e física matemática.
Homenageia Alexei Nikolaievich Krylov, engenheiro naval russo.

## Laureados
- 1972 - Sergei Godunov
- 1995 - Sergey Iakovlenko, Sergey Mayorov e Alexey Tkachev
- 1998 - Leonid Sedov
- 2001 - Boris Chetverushkin, V. Tishkin, VF
- 2007 - Mikhail Ivanov, Alexey Kudryavtsev, Dmitry Khotyanovski
- 2010 - Valery Svetlitski